# Унаквере
Унаквере (эст. Unakvere, нем. Unnakfer) —  деревня в волости Пыхья-Сакала уезда Вильяндимаа, Эстония. 
До административной реформы 2017 года деревня относилась к волости Кыо.
По данным переписи 2000 года, в деревне проживало 14 человек.

## История
На немецких картах XVIII века деревня обозначалась как Уннакфер.
В 1977 году была объединена с деревней Котсама (эст. Kotsama).

## Известные уроженцы
Ханс Кальм (1889—1981) — эстонский и финский военный офицер, полковник.